# بني مهدي (خيران المحرق)

تعديل مصدري - تعديل

بني مهدي هي إحدى قرى عزلة الدانعى بمديرية خيران المحرق التابعة لمحافظة حجة، بلغ تعداد سكانها 54 نسمة حسب تعداد اليمن لعام 2004.